# Негославці
Негославці (хорв. Negoslavci) — населений пункт і громада в Вуковарсько-Сремській жупанії Хорватії.

## Населення
Населення громади за даними перепису 2011 року становило 1 463 осіб.
Динаміка чисельності населення громади:

## Клімат
Середня річна температура становить 11,10 °C, середня максимальна – 25,41 °C, а середня мінімальна – -5,99 °C. Середня річна кількість опадів – 670 мм.
| Клімат поселення                              | Клімат поселення | Клімат поселення | Клімат поселення | Клімат поселення | Клімат поселення | Клімат поселення | Клімат поселення | Клімат поселення | Клімат поселення | Клімат поселення | Клімат поселення | Клімат поселення | Клімат поселення |
| Показник                                      | Січ.             | Лют.             | Бер.             | Квіт.            | Трав.            | Черв.            | Лип.             | Серп.            | Вер.             | Жовт.            | Лист.            | Груд.            |                  |
| Середній максимум, °C                         | 5,84             | 7,89             | 12,44            | 17,17            | 22,61            | 25,41            | 25,12            | 24,90            | 20,90            | 15,37            | 9,41             | 5,57             |                  |
| Середня температура, °C                       | −0,1             | 2,00             | 6,50             | 11,26            | 16,68            | 19,50            | 21,14            | 20,90            | 16,90            | 11,40            | 5,44             | 1,60             |                  |
| Середній мінімум, °C                          | −5,99            | −3,95            | 0,60             | 5,34             | 10,77            | 13,57            | 17,19            | 16,91            | 12,90            | 7,40             | 1,50             | −2,4             |                  |
| Норма опадів, мм                              | 43               | 38               | 41               | 53               | 61               | 87               | 69               | 62               | 50               | 53               | 61               | 52               |                  |
| Середньомісячна швидкість вітру, м/с          | 2.20             | 2.44             | 2.80             | 2.70             | 2.40             | 2.20             | 2.20             | 2.00             | 1.99             | 2.14             | 2.20             | 2.26             |                  |
| Середньомісячна сонячна радіація, кДж/м²·день | 4370             | 7132             | 11119            | 15625            | 19404            | 21583            | 22311            | 20370            | 15170            | 9557             | 4950             | 3629             |                  |
| --------------------------------------------- | ---------------- | ---------------- | ---------------- | ---------------- | ---------------- | ---------------- | ---------------- | ---------------- | ---------------- | ---------------- | ---------------- | ---------------- | ---------------- |
| Джерело:                                      |                  |                  |                  |                  |                  |                  |                  |                  |                  |                  |                  |                  |                  |